# 汰香站
汰香站（韓語：태향역）是朝鮮民主主義人民共和國平安南道文德郡的一個鐵路車站，属于安州煤矿线。

## 邻近车站
安州煤矿线
立石煤矿站 - 汰香站 - 平南西湖站